# Tom Bosworth
Thomas Stewart « Tom » Bosworth (né le 17 janvier 1990 à Sevenoaks) est un athlète britannique, spécialiste de la marche.

## Carrière
Il est le détenteur de trois records britanniques et détenait le 3e meilleur temps britannique sur 20 km marche. Il est finaliste olympique en 2016 sur cette même distance avec une 6e place, en battant également le record britannique en 1 h 20 min 13 s.
Le 13 août 2017, il est disqualifié du 20 km marche des championnats du monde de Londres après avoir reçu trois cartons rouges, et ce alors qu'il faisait la course en tête.
Le 8 avril 2018, il remporte la médaille d'argent des Jeux du Commonwealth de Gold Coast en 1 h 19 min 38 s, record du Royaume-Uni. Il est devancé par l'Australien Dane Alex Bird-Smith de 4 secondes. Le 11 août de cette même année, il se classe 7e du 20 km marche aux championnats d'Europe de Berlin avec un temps de 1 h 21 min 31. 
Aux championnats du monde de Doha le 4 octobre 2019, il termine 7e du 20 km marche en 1 h 29 min 34 s.

## Palmarès
| Date | Compétition           | Lieu           | Résultat | Épreuve | Temps           |
| ---- | --------------------- | -------------- | -------- | ------- | --------------- |
| 2016 | Jeux olympiques       | Rio de Janeiro | 6e       | 20 km   | 1 h 20 min 13 s |
| 2017 | Championnats du monde | Londres        | —        | 20 km   | DQ              |
| 2018 | Jeux du Commonwealth  | Gold Coast     | 2e       | 20 km   | 1 h 19 min 38 s |
| 2018 | Championnats d'Europe | Berlin         | 7e       | 20 km   | 1 h 21 min 31 s |
| 2019 | Championnats du monde | Doha           | 7e       | 20 km   | 1 h 29 min 34 s |

## Vie privée
Tom Bosworth est ouvertement homosexuel et militant pour les droits LGBT.